# بيل ديفين
بيل ديفين (بالإنجليزية: Bill Devine)‏ هو لاعب دوري الرغبي نيوزيلندي، ولد في 1893 في نيوزيلندا، وتوفي في 1956.